# Кодру-Стимолд
«Стимолд-МИФ» — бывший молдавский профессиональный футбольный клуб из Кишинёва, существовавший с 1996 до 1998 года. Выступавшая в Национальном дивизионе, Дивизионе А и Кубке Молдовы. Домашние матчи «Стимолд» проводил на стадионе «Динамо» в Кишинёве.

## Названия
- ?—1996 год — МИФ
- 1996—1998 год — Стимолд-МИФ
- 1998—1999 год — Кодру-Стимолд

## История
«Стимолд-МИФ» был основан в 1996 году, в результате слияния клубов «МИФ», выступавшего в Дивизионе А, и Стимолда, который накануне объединения вышел из Дивизиона Б. По итогам сезона 1996/97 занял 4-е место и получил право участвовать в стыковых матчах за право выступать в Национальном дивизионе. По итогам стыковых матчей «Стимолд» впервые вышел в национальный дивизион, обыграв в них «Кодру» со счётом 2:1. В следующем сезоне Кишинёвский клуб дебютировал в Национальном дивизионе, где с 26-ю набранными очками занял предпоследнее 13-е место и вернулся в Дивизион А. Летом 1998 года команда сменила название на «Кодру-Стимолд». По итогам своего последнего сезона команда заняла 14-е место, набрав всего 19 очков. По окончании сезона компания «Стимолд» покинула клуб и стала спонсором «Динамо» (Бендеры). Без финансовой поддержки «Кодру» снялся с соревнований и был расформирован.

## Достижения
Национальный дивизион
- 13-е место: 1997/98

Дивизион А
- 4-е место: 1996/97[англ.]

Кубок Молдовы по футболу
- 1/4 финала: 1997/98[англ.]

## Известные игроки
- Сергей Сирбу[англ.]